# 阎晓辉
阎晓辉（1963年1月—），河北省景县人，中华人民共和国政治人物。

## 生平
1963年1月，阎晓辉出生在生河北省景县。1981年，阎晓辉考入西北师范学院历史系历史专业，1985年6月加入中国共产党，同月进入中共甘肃省委组织部选调生培训班学习。
1985年8月，阎晓辉成为中共白银市委组织部的一名科员，1989年12月升任副科级组织员，1992年7月升任正科级组织员，1994年11月升任干部二科科长。
1996年3月，阎晓辉调任中共景泰县委副书记，1999年9月兼任县人民政府县长，2001年6月升任中共景泰县委书记。
2003年12月，阎晓辉出任中共白银市委常委、宣传部部长。
2008年5月，阎晓辉出任中共庆阳市委常委、组织部部长。
2013年11月，阎晓辉调任兰州城市学院党委书记。
2017年12月18日，阎晓辉调任兰州文理学院党委书记。
2023年2月，阎晓辉出任中国人民政治协商会议甘肃省委员会提案委员会副主任人选，同年6月正式出任副主任。

### 落马
2024年9月，阎晓辉涉嫌严重违纪违法接受甘肃省纪委监委纪律审查和监察调查。